# Chipkill
Chipkill est une marque commerciale de IBM. Il s'agit d'une technique de correction d'erreur pour la mémoire vive qui protège un système de mémoire informatique de tout fonctionnement incorrect d'une seule puce de mémoire. De plus, il est possible pour la technique Chipkill de corriger des erreurs de plus d'un bit de toute portion sur une seule puce de mémoire. Le Chipkill s'effectue en diffusant les bits d'un mot de correction d'erreur sur plusieurs puces de mémoire, pour qu'ainsi, une défectuosité d'une puce de mémoire affecte seulement un bit de correction d'erreur. Ce qui permet au contenu de la mémoire d'être reconstruit en dépit de la défectuosité d'une puce de mémoire.
Chipkill est fréquemment combinée à une direction dynamique des bits (dynamic bit-steering en anglais), de sorte que si une puce devient défectueuse (ou dépasse un certain taux d'erreurs par bit), une autre puce, en relève, est utilisée pour remplacer la puce défectueuse. Ce concept est similaire à celui des techniques de type RAID qui protègent contre les défaillances de disques, à ceci près que maintenant ce concept est appliqué à une puce de mémoire. Cette technique a été développée par IBM au début des années 1990. Il s'agit d'une fonctionnalité importante de fiabilité qui est principalement déployée sur les ordinateurs centraux et les serveurs de milieu de gamme.